# فارلی کیت
فارلی کیت (انگلیسی: Farley Keith؛ زادهٔ ۲۵ ژانویهٔ ۱۹۶۲) یک دی‌جی اهل ایالات متحده آمریکا است.